# Manabu Nakanishi
Manabu Nakanishi (jap. 中西学 Manabu Nakanishi; ur. 22 stycznia 1967 w Kioto) – japoński zapaśnik w stylu wolnym i wrestler. Olimpijczyk z Barcelony 1992, gdzie zajął jedenaste miejsce w kategorii 100 kg.
Dziesiąty na mistrzostwach świata w 1990 i jedenasty w 1991. Czwarty na igrzyskach azjatyckich w 1990. Brązowy medal w mistrzostwach Azji w 1992, czwarty w 1989 i piąty w 1987 roku.
Po zakończeniu kariery amatorskiej startował z sukcesami w zawodowych walkach MMA w New Japan Pro-Wrestling. Zadebiutował 13 października 1992.